# Liste der Baudenkmäler im Kölner Stadtteil Meschenich
Die folgende Liste enthält die in der Denkmalliste ausgewiesenen Baudenkmäler auf dem Gebiet des Stadtteils Köln-Meschenich, Stadtbezirk Köln-Rodenkirchen, Nordrhein-Westfalen.
Hinweis: Die Reihenfolge der Baudenkmäler in dieser Liste orientiert sich an den Straßennamen und ist alternativ nach Hausnummern, Denkmallistennummer oder Bezeichnung sortierbar.
Basis ist die offizielle Kölner Denkmalliste (Stand: 16. August 2012), die Baudenkmäler und Denkmalbereiche auflistet. Dabei kann es sich beispielsweise um Sakralbauten, Wohn- und Fachwerkhäuser, historische Gutshöfe und Adelsbauten, Industrieanlagen, Wegekreuze und andere Kleindenkmäler sowie Grabmale und Grabstätten, die eine besondere Bedeutung für die Geschichte Kölns haben, handeln. Grundlage für die Aufnahme in die offiziellen Denkmallisten ist das Denkmalschutzgesetz Nordrhein Westfalens.

| Bild                                    | Bezeichnung                       | Lage                                        | Beschreibung                                          | Bauzeit | Einge- tragen seit | Denk- mal- nr. |
| --------------------------------------- | --------------------------------- | ------------------------------------------- | ----------------------------------------------------- | ------- | ------------------ | -------------- |
| Fotos hochladen                         | ehemalige Hofanlage               | Meschenich Alte Kölnstraße 4–6              |                                                       |         | 30. August 1982    | 1077           |
| Fotos hochladen                         | Hofanlage Kampshof                | Meschenich Brühler Landstraße 402           |                                                       |         | 18. März 1991      | 5950           |
| Fotos hochladen                         | Kirche St. Blasius                | Meschenich Brühler Landstraße 425           |                                                       |         | 7. September 1982  | 1102           |
| Fotos hochladen                         | Hofanlage Neu Engeldorfer Hof     | Meschenich Brühler Landstraße 549           |                                                       |         | 23. Juli 1992      | 6575           |
| Fotos hochladen                         | Alt-Engeldorfer Hof und Bildstock | Meschenich Engeldorfer Straße 75–107        |                                                       |         | 16. Dezember 1986  | 3997           |
| Fotos hochladen                         | Langenackerhof                    | Meschenich Engeldorfer Straße (ohne Nummer) |                                                       |         | 26. November 1985  | 3342           |
| Direkt Bild zu diesem Denkmal hochladen | Hofanlage                         | Meschenich Meschenicher Straße 2            | Straße/Hausnr. im Ortsteil Meschenich nicht vorhanden |         | 30. August 1982    | 1077           |
| Fotos hochladen                         | Friedhof Trenkebergstraße         | Meschenich Trenkebergstraße (ohne Nummer)   |                                                       |         | 1. Juli 1980       | 214            |